# Campionati europei di winter triathlon del 2008
I Campionati europei di winter triathlon del 2008 (XI edizione) si sono tenuti a Gaishorn am See in Austria, in data 3 febbraio 2008.
Tra gli uomini ha vinto per la seconda volta consecutiva lo svedese Andreas Svanebo. Tra le donne ha trionfato per la terza volta consecutiva la tedesca Sigrid Mutscheller..
La gara junior ha visto trionfare l'austriaco Alois Knabl e la connazionale Lisa Perterer.
Il titolo di Campione europeo di winter triathlon della categoria under 23 è andato all'italiano Peter Viana. Tra le donne si è aggiudicata il titolo di Campionessa europea di winter triathlon della categoria under 23 la russa Yuliya Barabash.

## Risultati

### Élite uomini
| Pos. | Atleta             | Paese      | Corsa    | Bici     | Sci      | Totale   |
| ---- | ------------------ | ---------- | -------- | -------- | -------- | -------- |
|      | Andreas Svanebo    | Svezia     | 00:25:02 | 00:25:42 | 00:28:00 | 01:19:59 |
|      | Florian Holzinger  | Germania   | 00:23:26 | 00:25:56 | 00:29:47 | 01:20:18 |
|      | Heinz Planitzer    | Austria    | 00:24:09 | 00:25:52 | 00:29:56 | 01:21:09 |
| 4    | Siegfried Bauer    | Austria    | 00:25:11 | 00:25:32 | 00:29:17 | 01:21:21 |
| 5    | Tomas Dolezal      | Rep. Ceca  | 00:25:20 | 00:25:15 | 00:30:21 | 01:22:04 |
| 6    | Pavel Jindra       | Rep. Ceca  | 00:25:31 | 00:25:34 | 00:30:21 | 01:22:39 |
| 7    | Oswald Weisenhorn  | Italia     | 00:25:00 | 00:26:33 | 00:29:44 | 01:22:42 |
| 8    | Daniel Antonioli   | Italia     | 00:25:02 | 00:27:48 | 00:29:04 | 01:23:11 |
| 9    | Werner Uran        | Austria    | 00:24:32 | 00:27:11 | 00:30:26 | 01:23:22 |
| 10   | Rene Hordemann     | Germania   | 00:24:32 | 00:27:01 | 00:30:42 | 01:23:58 |
| 11   | Pavel Andreev      | Russia     | 00:25:03 | 00:27:33 | 00:30:36 | 01:24:10 |
| 12   | Silvio Wieltschnig | Austria    | 00:24:43 | 00:26:13 | 00:31:51 | 01:24:11 |
| 13   | Alexey Sorokoladov | Russia     | 00:25:43 | 00:29:01 | 00:27:20 | 01:24:18 |
| 14   | Victor Lobo        | Spagna     | 00:24:51 | 00:27:08 | 00:31:04 | 01:24:58 |
| 15   | Anton Steiner      | Italia     | 00:25:19 | 00:27:37 | 00:30:21 | 01:24:59 |
| 16   | Stefan Frank       | Germania   | 00:25:29 | 00:27:13 | 00:31:27 | 01:25:22 |
| 17   | Tomas Jurkovic     | Slovacchia | 00:25:14 | 00:27:28 | 00:31:22 | 01:25:27 |
| 18   | Evgeny Kirillov    | Russia     | 00:24:39 | 00:28:51 | 00:31:01 | 01:25:34 |
| 19   | Patrik Kuril       | Slovacchia | 00:26:23 | 00:26:13 | 00:32:35 | 01:26:36 |
| 20   | David Roderer      | Germania   | 00:25:03 | 00:28:27 | 00:32:06 | 01:26:51 |
| 21   | Thomas Jandl       | Austria    | 00:25:01 | 00:27:46 | 00:33:05 | 01:27:09 |
| 22   | Andrey Mishanin    | Russia     | 00:25:26 | 00:30:05 | 00:31:00 | 01:27:38 |
| 23   | Kristian Monsen    | Norvegia   | 00:25:03 | 00:30:31 | 00:30:27 | 01:27:40 |
| 24   | Jan Holiga         | Slovacchia | 00:25:29 | 00:29:49 | 00:31:02 | 01:27:44 |
| 25   | Walter Polla       | Italia     | 00:26:07 | 00:28:40 | 00:31:38 | 01:27:48 |
| 26   | Sergey Mishanin    | Russia     | 00:26:19 | 00:28:17 | 00:32:45 | 01:28:27 |
| 27   | Dirk Debertin      | Germania   | 00:25:35 | 00:30:14 | 00:31:27 | 01:28:45 |
| 28   | Alexey Musskiy     | Russia     | 00:25:30 | 00:31:16 | 00:31:04 | 01:29:02 |
| 29   | Evgeniy Butorin    | Russia     | 00:26:07 | 00:30:14 | 00:31:36 | 01:29:14 |
| 30   | Frantisek Zilak    | Rep. Ceca  | 00:27:53 | 00:27:42 | 00:35:02 | 01:32:02 |

### Élite donne
| Pos. | Atleta              | Paese     | Corsa    | Bici     | Sci      | Totale   |
| ---- | ------------------- | --------- | -------- | -------- | -------- | -------- |
|      | Sigrid Mutscheller  | Germania  | 00:28:33 | 00:31:25 | 00:33:26 | 01:34:29 |
|      | Carina Wasle        | Austria   | 00:27:05 | 00:30:48 | 00:36:55 | 01:36:13 |
|      | Anke Kullmann       | Germania  | 00:29:46 | 00:32:10 | 00:33:58 | 01:37:11 |
| 4    | Yulia Surikova      | Russia    | 00:28:32 | 00:32:41 | 00:36:28 | 01:38:43 |
| 5    | Camilla Hott        | Norvegia  | 00:30:23 | 00:32:06 | 00:35:04 | 01:39:16 |
| 6    | Sarka Grabmullerova | Rep. Ceca | 00:29:25 | 00:33:45 | 00:34:57 | 01:39:31 |
| 7    | Tatiana Charochkina | Russia    | 00:29:57 | 00:34:23 | 00:34:10 | 01:40:17 |
| 8    | Jutta Schubert      | Germania  | 00:29:18 | 00:32:30 | 00:38:08 | 01:41:32 |
| 9    | Marlies Penker      | Austria   | 00:28:36 | 00:34:24 | 00:38:19 | 01:43:08 |
| 10   | Stefania Bonazzi    | Italia    | 00:28:48 | 00:33:24 | 00:40:51 | 01:44:42 |
| 11   | Inmaculada Pereiro  | Spagna    | 00:28:55 | 00:35:02 | 00:39:55 | 01:45:36 |
| 12   | Giuliana Lamastra   | Italia    | 00:30:59 | 00:37:02 | 00:37:55 | 01:48:03 |
| 13   | Vibeke S. Norstebo  | Norvegia  | 00:33:26 | 00:37:17 | 00:35:50 | 01:48:12 |
| 14   | Olga Dudura         | Russia    | 00:29:31 | 00:38:27 | 00:41:02 | 01:51:38 |
| 15   | Katja Koivulahti    | Finlandia | 00:34:00 | 00:36:14 | 00:40:50 | 01:53:39 |

### Under 23 uomini
| Pos. | Atleta            | Paese      | Corsa    | Bici     | Sci      | Totale   |
| ---- | ----------------- | ---------- | -------- | -------- | -------- | -------- |
|      | Peter Viana       | Italia     | 00:25:25 | 00:27:14 | 00:31:02 | 01:25:05 |
|      | Peter Mosny       | Slovacchia | 00:25:12 | 00:27:24 | 00:31:29 | 01:25:29 |
|      | Gjermund Nordskar | Norvegia   | 00:25:01 | 00:28:08 | 00:31:01 | 01:25:44 |
| 4    | Christoph Lorber  | Austria    | 00:24:53 | 00:29:49 | 00:31:33 | 01:27:46 |
| 5    | Florian Moser     | Austria    | 00:27:22 | 00:29:17 | 00:32:41 | 01:30:53 |
| 6    | Dmitriy Bregeda   | Russia     | 00:25:52 | 00:32:02 | 00:32:48 | 01:31:12 |
| 7    | Luis Lobo         | Spagna     | 00:25:57 | 00:30:31 | 00:33:26 | 01:31:40 |
| 8    | Baptiste Turrel   | Francia    | 00:27:29 | 00:28:53 | 00:36:07 | 01:33:55 |
| 9    | Mikolaj Luft      | Polonia    | 00:25:55 | 00:30:54 | 00:36:41 | 01:35:04 |
| 10   | Bernd Pöllabauer  | Austria    | 00:26:25 | 00:31:51 | 00:36:52 | 01:36:40 |
| 11   | Lukas Pazdera     | Rep. Ceca  | 00:24:37 | 00:35:01 | 00:39:44 | 01:41:22 |
| 12   | Balázs Pál        | Ungheria   | 00:32:52 | 00:39:42 | 00:50:34 | 02:04:58 |

### Under 23 donne
| Pos. | Atleta           | Paese  | Corsa    | Bici     | Sci      | Totale   |
| ---- | ---------------- | ------ | -------- | -------- | -------- | -------- |
|      | Yuliya Barabash  | Russia | 00:30:21 | 00:41:25 | 00:39:58 | 01:53:15 |
|      | Germaine Roullet | Italia | 00:33:28 | 00:38:20 | 00:41:42 | 01:55:14 |

### Junior uomini
| Pos. | Atleta              | Paese      | Corsa    | Bici     | Sci      | Totale   |
| ---- | ------------------- | ---------- | -------- | -------- | -------- | -------- |
|      | Alois Knabl         | Austria    | 00:15:41 | 00:16:49 | 00:20:52 | 00:54:29 |
|      | Vit Zahula          | Rep. Ceca  | 00:15:27 | 00:18:14 | 00:19:45 | 00:55:24 |
|      | Felix Waldhuber     | Austria    | 00:16:52 | 00:18:06 | 00:19:48 | 00:56:19 |
| 4    | Julian Langer       | Austria    | 00:15:28 | 00:16:51 | 00:22:14 | 00:56:35 |
| 5    | Anton Ryabchikov    | Russia     | 00:16:15 | 00:19:36 | 00:20:31 | 00:57:58 |
| 6    | Valentin Krehl      | Germania   | 00:16:47 | 00:19:01 | 00:20:42 | 00:57:59 |
| 7    | Milan Jurco         | Slovacchia | 00:16:57 | 00:18:55 | 00:21:46 | 00:59:11 |
| 8    | Lukas Pavlovic      | Slovacchia | 00:17:33 | 00:19:21 | 00:20:51 | 00:59:15 |
| 9    | Christian Westgaard | Norvegia   | 00:16:47 | 00:21:18 | 00:19:44 | 00:59:17 |
| 10   | Benoit Chanal       | Francia    | 00:15:55 | 00:19:02 | 00:22:22 | 00:59:21 |
| 11   | Andreas Kopeinig    | Austria    | 00:15:56 | 00:20:09 | 00:22:53 | 01:00:28 |
| 12   | Filippo Blanc       | Italia     | 00:17:06 | 00:18:06 | 00:23:53 | 01:00:49 |

### Junior donne
| Pos. | Atleta           | Paese      | Corsa    | Bici     | Sci      | Totale   |
| ---- | ---------------- | ---------- | -------- | -------- | -------- | -------- |
|      | Lisa Perterer    | Austria    | 00:16:49 | 00:22:15 | 00:24:15 | 01:04:55 |
|      | Monika Kadlecova | Slovacchia | 00:20:52 | 00:23:49 | 00:25:52 | 01:12:14 |
|      | Stefanie Hofer   | Austria    | 00:20:13 | 00:22:53 | 00:31:30 | 01:16:29 |